# 恩加省
恩加省（英語：Enga Province）是巴布亚新几内亚20省之一，首府瓦巴格。恩加省佔地2,800平方（1,100平方英里），是繼欽布省之後巴布亞新畿內亞地勢第二險要的省份。